# Ludloff-Hohmann-Zeichen
Das Ludloff-Hohmann-Zeichen ist nach den Medizinern Karl Ludloff und Georg Hohmann benannt, auch als Ludloff-Luxationszeichen oder Ludloff-Hohmann-Test bezeichnet. 
Es ist ein Test, der bei Neugeborenen durchgeführt wurde, um eine eventuelle Hüftluxation diagnostizieren zu können. Dabei ist es bei einem Säugling physiologischerweise nicht möglich, das Kniegelenk vollständig zu strecken, wenn sich das gleichseitige Hüftgelenk in 90° Beugestellung und 70° Abspreizung (Abduktion) befindet. Ist dies jedoch möglich, ist das ein Hinweis auf ein "instabiles Hüftgelenk" und eine Hüftluxation. Bei dem Test kann der instabile Hüftkopf unter dem Zug der ischocruralen Muskulatur luxieren und in die Gesäßmuskulatur rutschen. Eine reine Hüftreifungsverzögerung lässt sich so nicht erkennen, und durch die wiederholte Testung können der Gelenkrand (Gelenklippe/Labrum) und der Hüftkopf geschädigt werden.
Seit Aufkommen des Hüftultraschalls nach Graf und der Screening-Untersuchung im Rahmen der Kindervorsorgeuntersuchung U3 steht ein wesentlich sensitiveres, exakteres und unproblematisches Verfahren zur Verfügung, so dass der Test inzwischen nur noch in Ausnahmefällen durchgeführt wird. 